# Marcos Siscar
Marcos Antônio Siscar (Borborema, 1964) é um poeta, professor, tradutor, ensaísta brasileiro. 
Sua formação universitária inclui graduação em Letras pela Unicamp (1987), mestrado em Teoria Literária pela Unicamp (1991), D.E.A. em Texte Imaginaire Société pela Université de Paris 8 (1992), doutorado em Littérature Française pela Université de Paris 8 (1995), com pós-doutorados na École des Hautes Etudes em Sciences Sociales (2003), Collège International de Philosophie (2008) e Université Sorbonne Nouvelle - Paris 3 (2015). Concluiu a Livre-docência em Teoria da Literatura pela Unesp São José do Rio Preto (2005), onde foi docente de 1996 a 2009. Atualmente, é professor Titular do Departamento de Teoria Literária da Unicamp e pesquisador PQ/CNPq. Como pesquisador, recebeu o Prêmio de Reconhecimento Acadêmico "Zeferino Vaz", da Unicamp, em 2016.  
Foi editor da Revista de Letras (Unesp), da revista Inimigo Rumor e da revista Remate de Males (Unicamp). Fez parte do conselho editorial da coleção Às de Colete (Cosac Naify / 7Letras), da coleção Ciranda da Poesia (Eduerj) e da Editora Asa da Palavra (Unicamp).   
Vários de seus livros foram finalistas em prêmios nacionais de poesia e de crítica literária. "De volta ao fim" recebeu o prêmio Jabuti (3o lugar) na categoria Teoria/Crítica Literária (2017). Entre os livros de poesia, "O roubo do silêncio" e "Manual de flutuação para amadores" estiveram entre os 10 finalistas do prêmio Oceanos (antes, Portugal Telecom). "O roubo do silêncio" também recebeu o Prêmio Goyaz de poesia (2o lugar). Como poeta, foi escritor residente em La Rochelle, França, em 2005.   
Em sua obra crítica, Siscar aborda a situação contemporânea da poesia não apenas como um reflexo de crises culturais ou estéticas, mas como um campo fértil para a reinvenção e o questionamento das próprias bases da criação literária. Ao analisar a história moderna da "crise da poesia", Siscar identifica alguns de seus agentes e mostra como a crítica literária e o discurso poético (frequentemente "contrapoético") têm consolidado esse tipo de interpretação e de postura históricas.  
Em sua obra poética, o autor recupera temas variados, associando de modo peculiar as experiências mais cruas do cotidiano a aspectos da poética, da história e da filosofia. A experiência pessoal é um campo no qual questões da tradição (o silêncio, a altura, o documento, o vivente) são retomadas e retrabalhadas. Estilemas como o uso de enjambements disruptivos, a exploração de pausas e cortes bruscos exploram o intervalo e o não-dito, a tensão na qual se constituem a linguagem e o sujeito. São marcas de sua poética que também reivindica a prosa como modo retórico e como problema ético da poesia moderna.   

## Obras

### Poesia
- Não se Diz (1999)
- Tome o seu café e saia (2001)
- Metade da Arte (2003)
- No se Dice (2003, Argentina)
- O Roubo do Silêncio (2006)
- Le Rapt du Silence (2007, França)
- Interior via Satélite (2010)
- Cadê uma coisa (2012)
- La mitad del arte (2014, Espanha)
- Manual de flutuação para amadores (2015)
- Duas janelas (com Ana Martins Marques, 2016)
- Isto não é um documentário (2019)
- A viva (2022)
- Manuel de flottaison pour amateurs (2014, França)

### Tradução
- Os amores amarelos, de Tristan Corbière (1996)
- A rosa das línguas (com Paula Glenadel), de Michel Deguy (2004)
- Os animais do mundo (com Paula Glenadel), de Jacques Roubaud (2006)
- Reabertura após obras (com Paula Glenadel), de Michel Deguy (2010)
- Notícias em três linhas (com Adriano Lacerda), de Félix Fénéon (2018)
- Poesia completa (com Gabriela Vescovi), de Samuel Beckett (2022)

### Ensaio
- Jacques Derrida. Rhétorique et Philosophie (1998)
- Poesia e Crise: ensaios sobre a crise da poesia como topos da modernidade (2010)
- Ana Cristina Cesar (2011)
- Da soberba da poesia: distinção, elitismo, democracia (2012)
- Jacques Derrida: literatura, política, tradução (2013)
- Haroldo de Campos (2015)
- De volta ao fim: o "fim das vanguardas" como questão da poesia contemporânea (2016)
- Escrever para quem? Ana Cristina Cesar e o endereçamento (org.) (2023)